# Microlepia marginata x strigosa
Microlepia marginata x strigosa là một loài dương xỉ trong họ Dennstaedtiaceae. Loài này được mô tả khoa học đầu tiên..
Danh pháp khoa học của loài này chưa được làm sáng tỏ. 